# 신상윤의 가요퍼레이드
신상윤의 가요퍼레이드는 TBC Dream FM에서 진행하는 대구·경북 전지역에 송출되는 아침 트로트 전문 라디오 프로그램이다.
진행자는 TBC 아나운서 신상윤이며, 방송시간은 평일 오전 5시부터 6시까지다.

## 프로그램 개요
고단한 일상을 위로하는 흥겹고 정감있는 성인가요와 함께 하루의 스트레스를 날려보낸다. 최신 인기 트로트 음악과 성인가요가 펼쳐지는 유쾌한 가요쇼
| TBC Dream FM 평일 프로그램                   |                       |                     |
| 이전                                         | 신상윤의 가요퍼레이드 | 다음                |
| 김주우의 팝 스테이션 여기는 TBC Dream FM     | 신상윤의 가요퍼레이드 | 달려라 김대리       |
| 오전 3시 ~ 오전 4시 55분 오전 4시 55분 ~ 5시 | 오전 5시 ~ 오전 6시   | 오전 6시 ~ 오전 7시 |
|                                              |                       |                     |